# Tariku Bekele
Tariku Bekele (amh. ታሪኩ በቀለ; ur. 21 stycznia 1987 w Bekoji) – etiopski lekkoatleta, długodystansowiec, halowy mistrz świata z Walencji w biegu na 3000 metrów.
Jego starszym bratem jest Kenenisa Bekele.

## Sukcesy
| Rok  | Zawody                                    | Miasto        | Miejsce | Konkurencja             |
| ---- | ----------------------------------------- | ------------- | ------- | ----------------------- |
| 2003 | Mistrzostwa świata juniorów młodszych     | Sherbrooke    | 2.      | bieg na 3000 m          |
| 2004 | Mistrzostwa świata juniorów               | Grosseto      | 3.      | bieg na 5000 m          |
| 2005 | Mistrzostwa świata w biegach przełajowych | Saint-Étienne | 2.      | juniorzy, drużynowo     |
| 2006 | Mistrzostwa świata w biegach przełajowych | Fukuoka       | 3.      | juniorzy, indywidualnie |
| 2006 | Mistrzostwa świata w biegach przełajowych | Fukuoka       | 2.      | juniorzy, drużynowo     |
| 2006 | Mistrzostwa świata juniorów               | Pekin         | 1.      | bieg na 5000 m          |
| 2006 | Światowy finał IAAF                       | Stuttgart     | 1.      | bieg na 3000 m          |
| 2007 | Igrzyska afrykańskie                      | Algier        | 3.      | bieg na 5000 m          |
| 2007 | Mistrzostwa świata                        | Osaka         | 5.      | bieg na 5000 m          |
| 2008 | Halowe mistrzostwa świata                 | Walencja      | 1.      | bieg na 3000 m          |
| 2008 | Igrzyska olimpijskie                      | Pekin         | 6.      | bieg na 5000 m          |
| 2010 | Halowe mistrzostwa świata                 | Doha          | 4.      | bieg na 3000 m          |
| 2010 | Puchar interkontynentalny                 | Split         | 4.      | bieg na 3000 m          |
| 2012 | Igrzyska olimpijskie                      | Londyn        | 3.      | 10000 m                 |

## Rekordy życiowe
Stadion
- bieg na 3000 metrów – 7:28,70 s (2010)
- bieg na 2 mile – 8:04,83 s (2007)
- bieg na 5000 metrów – 12:53,81 s (2006)
- bieg na 10 000 metrów – 27:03,24 (2012)

Hala
- bieg na 3000 metrów – 7:31,09 s (2008) 9. wynik w historii światowej lekkoatletyki
- bieg na 2 mile – 8:08,27 s (2012)